# Васконселос, Жагуаре
Жагуаре Безерра де Васконселос (порт. Jaguaré Bezerra de Vasconcelos; 14 мая 1905, Рио-де-Жанейро — 27 августа 1946, Санту-Анастасиу), также известный под именем Жагуар де Бесвеконн Васконселос (фр. Jaguare de Besveconne Vasconcellos) — бразильский футболист, вратарь. Считается первым бразильским вратарём, выступавшим в Европе.

## Карьера
Васконселос родился 14 мая 1905 года (По разным источникам, 14 июня и 1900 год) в Рио-де-Жанейро в семье Антонио Безерры де Васконселоса и Раймунды Таварес де Васконселос. Семья была очень бедной, и с ранних лет Жагуаре был вынужден работать грузчиком в местном доке, перенося мешки 50 кг весом из-за этого, он остался неграмотным. Футбольную карьеру Васконселос начал в любительском клубе «Атлетико Сантиста». Там его заметили в «Васко да Гаме», куда он перешёл в 1928 году. Жагуаре провёл только один матч на скамье запасных «Васко», после чего дебютировал в игре с «Флуминенсе», завершившейся вничью 0:0. Он быстро стал знаменит из-за своей манеры, после того как он поймал мяч, раскручивать его на пальце. Через год Васконселос выиграл с клубом чемпионат штата Рио-де-Жанейро. За это команда была награждена годовым турне по Португалии в 1931 году. Также «Васко» провёл ряд товарищеских матчей, включая несколько игр с испанской «Барселоной», обыгранной со счётом 7:1. Васконселосу очень понравилось в условиях профессионального отношения к футболу в Европы, однако турне закончилось и бразилец в 1932 году вернулся на родину. В том же году он перешёл в «Коринтианс», где провёл несколько лет, вплоть до 1934 года, когда руководство команды решило заменить его на Хосе Хунгареса, первого иностранного игрока в истории клуба.
После ухода из «Коринтианса» Васконселос уехал в Европу, где провёл год в лиссабонском «Спортинге». В 1935 году Васконселос перешёл в «Барселону». Однако в этой команде бразилец закрепиться не смог, сыграв только 16 товарищеских игр. Причиной этого стали основные голкиперы «сине-гранатовых», Ногес и Иборра, у которых Жагуаре не смог выиграть «борьбу» за место в составе. В июле 1936 года Васконселос покинул Испанию, в связи с началом гражданской войны.
Покинув «Барселону», Васконселос уехал во Францию, перейдя в марсельский «Олимпик» по приглашению тренера клуба Йожефа Эйсенхоффера. Там бразилец быстро стал игроком основы, вытеснив из неё Лорена Ди Торто. Васконселос в первом же сезоне в составе команды выиграл чемпионат Франции, а через год стал серебряным призёром первенства и победил в Кубке страны, во время одного из матчей которого, с «Мецем», Васконселос забил гол; в той же игре он отбил пенальти, а его клуб победил 2:1. За свою игру в этом матче Васконселоса даже поздравил президент Франции. В том же сезоне, 1 мая 1938 года, Жагуаре забил гол с пенальти в ворота «Сета», принеся своей команде ничью 1:1; этот гол, до сих пор является единственным, забитым вратарями Марселя в чемпионате Франции. В сезоне 1938/39 Марсель вновь стал серебряным призёром чемпионата. По окончании первенства бразилец покинул Европу, опасаясь начала войны.
Он завершил карьеру на родине, в клубе «Санто-Анастасио». Последние годы жизни Васконселос жил в нищете, работал грузчиком и тяжело болел туберкулёзом. Позже он попал в тюрьму, где, в августе 1946 года, пострадал во время драки с полицейскими, сильно избившими бывшего вратаря. При этом полицейские сообщили, что экс-футболист сам бился головой о стену. После этого его перевели в судебную клинику Жудисиариу де Франко да Роши, где Жагуаре Васконселос скончался 27 августа, спустя неделю после драки. По другой версии, Васконселос умер 27 октября 1940 года.

## Международная карьера
За сборную Бразилии Васконселос провёл три игры. Он дебютировал в национальной команде 24 июня 1928 года в товарищеской игре с шотландским клубом «Мотеруэлл» в Испании, в котором бразильцы выиграли 5:0.

## Достижения
- Чемпион штата Рио-де-Жанейро: 1929
- Чемпион Франции: 1937
- Обладатель Кубка Франции: 1938